# Runcinia roonwali
Runcinia roonwali là một loài nhện trong họ Thomisidae.
Loài này thuộc chi Runcinia. Runcinia roonwali được Benoy Krishna Tikader miêu tả năm 1965.